# Памятник Тадеушу Костюшко (Варшава)
Памятник Тадеушу Костюшко (пол. Pomnik Tadeusza Kościuszki) — монумент 1910 года работы польского скульптора Антона Попеля, установленный в 2010 году в Варшаве — столице Польши.

## Жизнь и борьба Костюшко

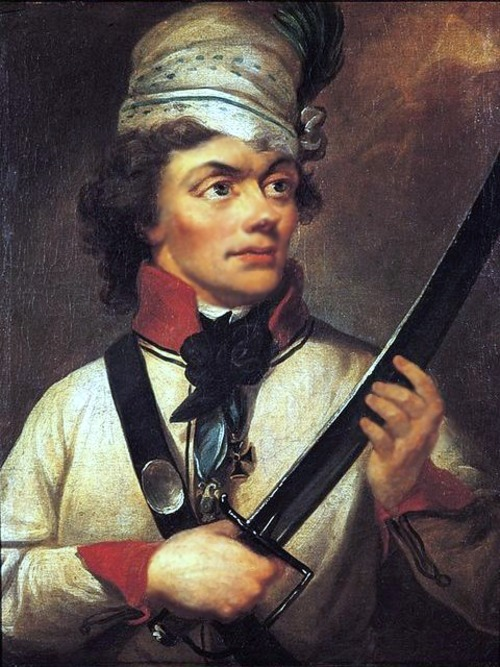
Портрет Костюшко кисти Казимежа Войняковского

Анджей Тадеуш Бонавентура Костюшко (1746—1817) провел всю свою жизнь в борьбе за свободу и в США, и в своей родной Польше. Родившись в 1746 году в Меречевщине, в Великом княжестве Литовском (ныне Ивацевичский район, Брестская область, Беларусь), он закончил Рыцарскую школу в Варшаве. После обучения инженерному и артиллерийскому делу во Франции, Костюшко был приглашён в Америку по рекомендации Бенджамина Франклина к генералу Джорджу Вашингтону для участия в революции. В 1776 году он был назначен полковником Континентальной армии, после чего, используя свои навыки в инженерном мастерстве, помог американским силам построить укрепления у Саратоги и Вест-Пойнта, а также вдоль реки Делавэр. В 1781 году Костюшко отвечал за транспортное обеспечение стратегического отступления генерал-майора Натаниэля Грина. В 1783 году Конгресс США возвёл его в звание бригадного генерала и даровал землю в штате Огайо. Впоследствии Костюшко продал это имущество и на вырученные деньги основал школу для афроамериканцев в Ньюарке, штат Нью-Джерси. Тогда же он стал сооснователем Общества Цинцинната и членом Американского философского общества. В 1784 году Костюшко вернулся на родину и в 1789 году стал генерал-майором польской армии. В 1794 году он получил практически диктаторские полномочия, возглавив восстание за свободу Польши от России и одержав первую победу в сражении под Рацлавицами. Подойдя к Варшаве, Костюшко поддержал вооружённую борьбу сапожника Яна Килинского во время восстания 17—18 апреля 1794 года в результате которого русские войска были вынуждены покинуть столицу. После прибытия в Варшаву он приступил к укреплению города, а затем организовал долгосрочное и активное сопротивление русской и прусской армиям, длившееся с 10 июля по 6 сентября 1794 года. После поражения в битве под Мацеёвицами и жестокой расправы русских с поляками при осаде Праги, Костюшко был схвачен и посажен в тюрьму, но освобождён в 1796 году. В 1797 году он приехал в Америку, а в 1798 году обосновался во Франции. Костюшко продолжал бороться за свободу до самой своей смерти в 1817 году от последствий травм, вызванных падением с лошади в Швейцарии.

## История

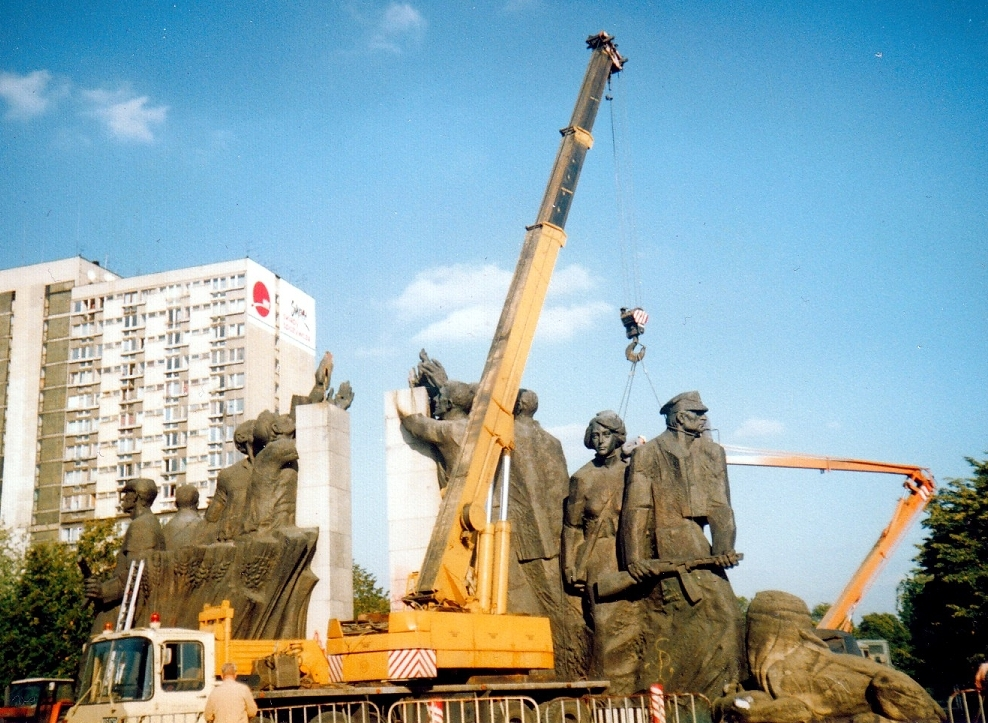
Демонтаж памятника, 1991 год

Инициатива установить памятник Костюшко в Варшаве была выдвинута после его смерти в 1817 году князем Адамом Ежи Чарторыйским, но царские власти не дали на это согласия. После восстановления независимости Польши маршал Юзеф Пилсудский оставил эту идею без внимания; уже после его смерти под руководством президента Варшавы Стефана Старжинского был подготовлен проект, представленный на международной художественной выставке в Париже, но начавшаяся война сорвала все планы. В общей сложности для строительства памятника было создано семь комитетов, которые встретив на своём пути различные трудности, в том числе финансовые проблемы и захватническую политику соседних стран, не реализовали свои намерения.
На том месте, где сейчас находится памятник Костюшко, 20 июля 1985 был открыт памятник «Погибшим на службе и обороне Народной Польши» (пол. Poległym w Służbie i Obronie Polski Ludowej), возведённый по заказу коммунистического правительства архитектором Яна Богдана Хмелевского на заводе технических работ в Гливице и представлявший собой «символическую группу солдат, членов ПРП и СБМ, милиционеров, членов добровольного резерва гражданской милиции, рабочих, крестьян и интеллигенции, поднимающих польского орла». Спустя 6 лет, в 1991 году он был демонтирован и разобран на 483 части, которые в настоящее время находятся в музее памятников ПНР в Руде-Слёнске
В 2003 году председатель Ассоциации строительства памятника Тадеушу Костюшко в Варшаве Мариан Марек Дроздовский начал обращаться к столичным институтам и различным компаниям, в том числе иностранным, с просьбой покрыть расходы на конкурс по созданию проекта монумента и его реализацию. На призывы откликнулся лишь коммерческий банк «Bank Handlowy», руководство которого вместе с американскими банками выделило один миллион злотых, но с просьбой соорудить на эти деньги в Варшаве копию вашингтонского памятника. Городской совет столицы при поддержке президента Варшавы Ханна Гронкевич-Вальц удовлетворил эту просьбу и издал соответствующее постановление, выделив ещё один миллион злотых. Копирование американского памятника было выполнено скульпторами Анной и Войцехом Сековыми из Кракова. Бронзовые элементы памятника были отлиты на заводе технических работ в Гливице, а основание и фундамент были сделаны предприятием «Piast». Некоторые критиковали будущий памятник за то, что его проект не был выбран по результатам конкурса, а стал «клоном американского памятника».

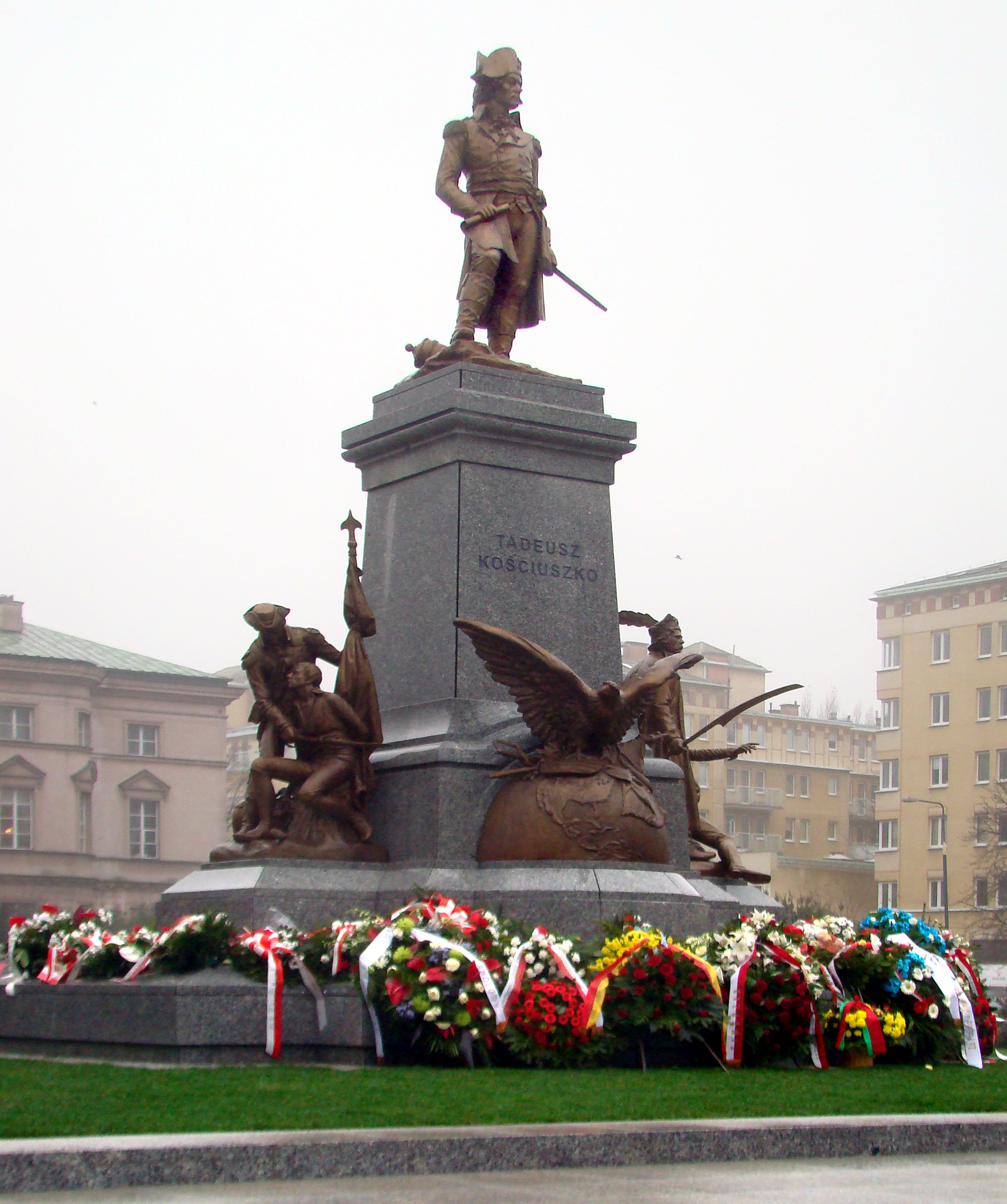
Памятник Костюшко в Варшаве

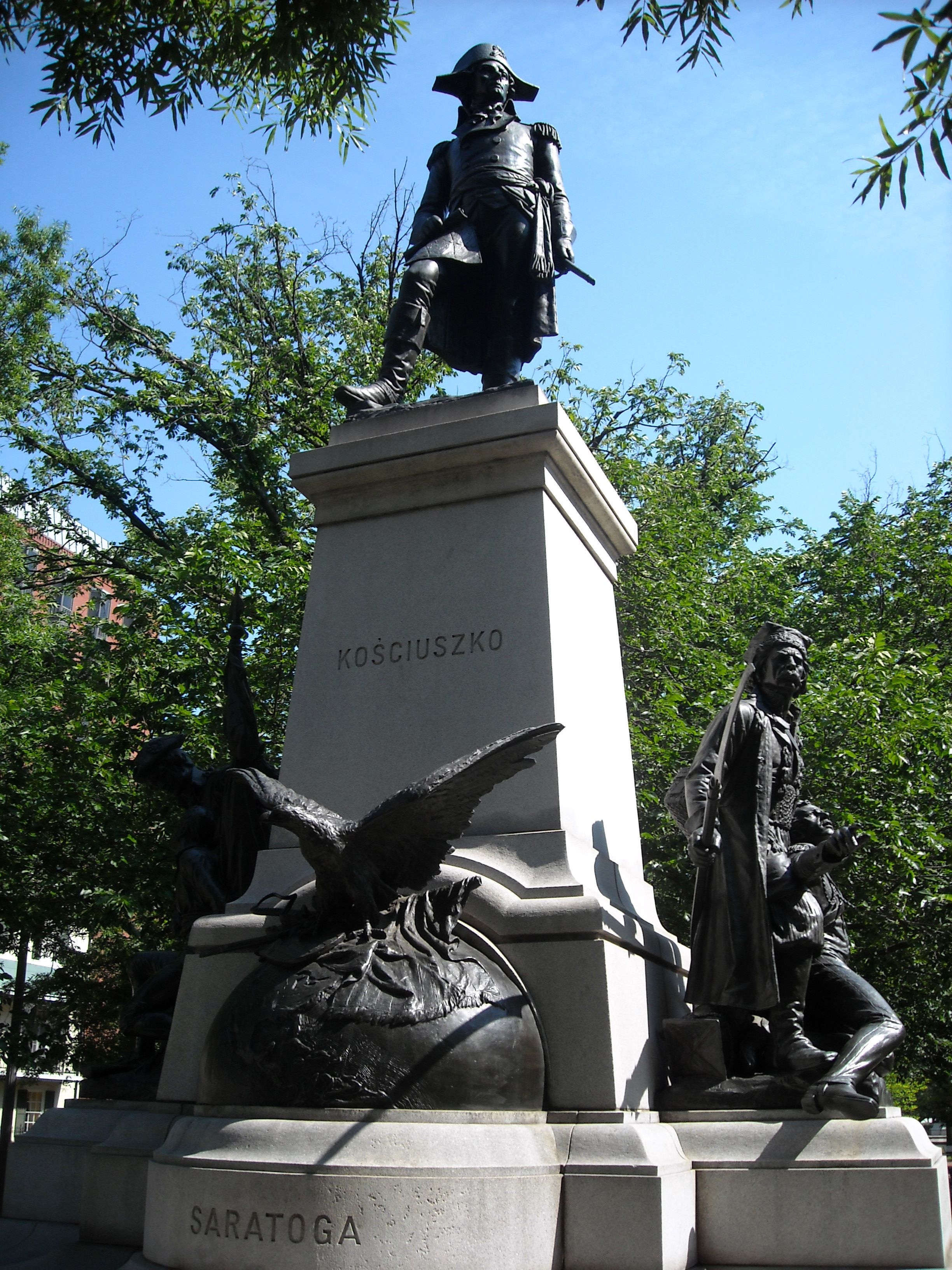
Памятник Костюшко в Вашингтоне

Памятник представляет собой точную копию монумента Тадеушу Костюшко работы польского скульптора Антона Попеля, открытого 11 мая 1910 года на Лафайет-сквер у Белого дома в Вашингтоне, округ Колумбия, США. Инициатива сооружения монумента принадлежала Польскому национальному альянсу и польским гражданам США, статуи отливались на производстве Жюля Берхема «American Art Foundry», а подрядчиком по возведения всего памятника был М. Дж. Фалви из «Kyle Granite Company». Тогда, участники церемонии открытия взяли на себя обязательство о том, что памятник Костюшко будет установлен в Варшаве после обретения Польшей независимости, однако к этому проекту вернулись лишь через сто лет.
27 сентября 2010 года состоялась закладка фундамента памятника. Торжественное открытие монумента состоялось 16 ноября 2010 года в присутствии президента Польши Бронислава Коморовского, президента Варшавы Ханны Гронкевич-Вальц, посла США в Польше Ли Файнстайна, президента банка «Bank Handlowy» Славомира Сикоры и председателя Ассоциации строительства памятника Мариана Марека Дроздовского. Коморовский отметил, что «Тадеуш Костюшко является знаковой фигурой для всей страны, всего польского народа. Костюшко является символом борьбы за свободу не только для нашего народа, но и в США. Он символизирует тот факт, что поляки могут работать и бороться, чтобы защитить свободу для самих себя и других стран. За вашу и нашу свободу». Несмотря на плохую погоду и малое число присутствующих жителей столицы, участники церемонии, в том числе представители местных школ, носящих имя Костюшко, в сопровождении почётного караула трёх родов войск возложили венки к монументу, который был освящён архиепископом Варшавы кардиналом Казимежом Нычем. Мемориал стал первым памятником Костюшко в Варшаве спустя 193 года после учреждения первого комитета по сооружению монумента.

## Архитектура

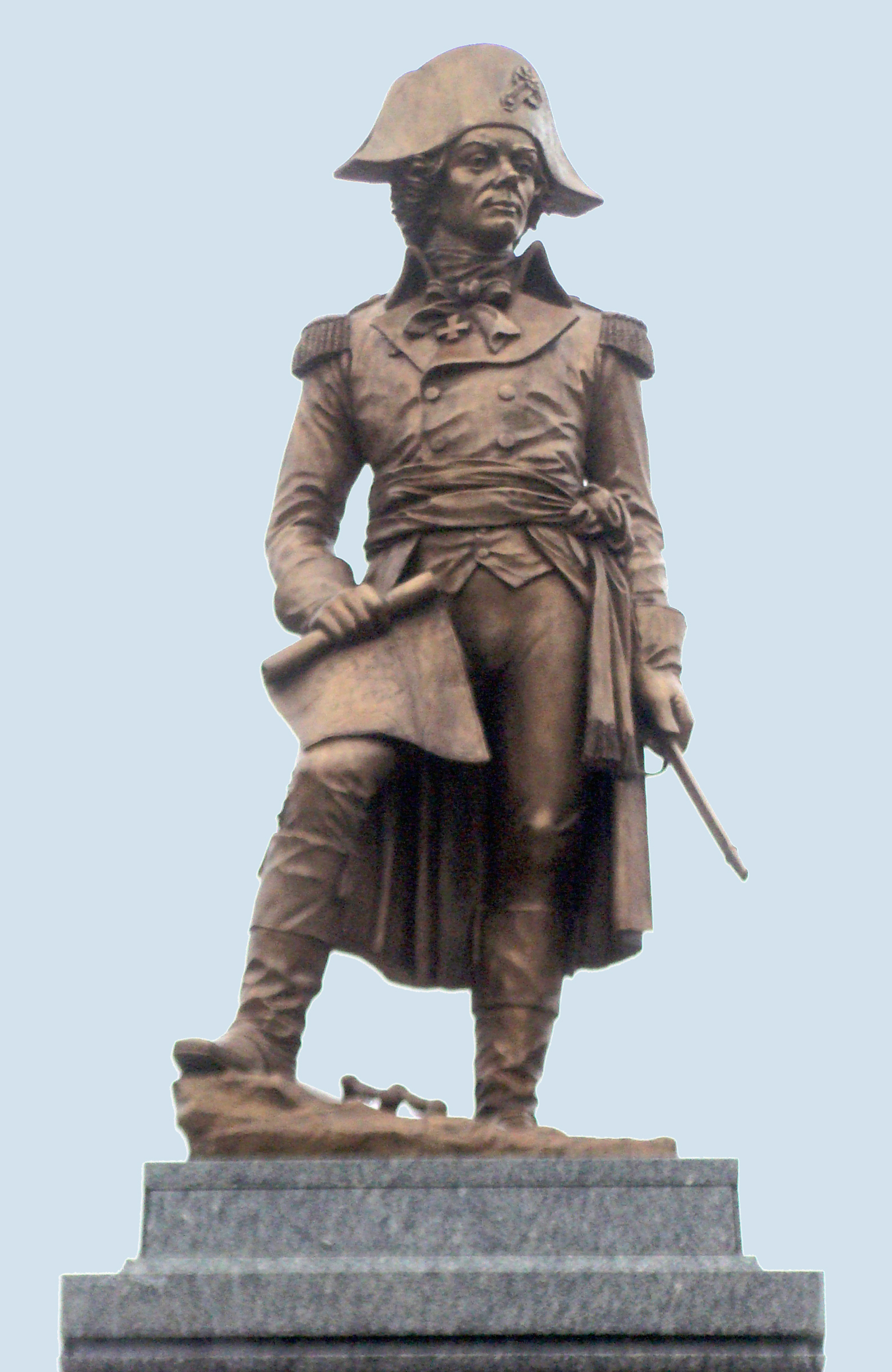
Статуя Костюшко

Бронзовая статуя изображает генерала Костюшко в военной форме Континентальной армии, состоящей из длинного пальто с эполетами и поясом на талии, в высоких сапогах и шляпе. Сделав шаг вперёд правой ногой и положив на неё карту укреплений Саратоги в правой руке, он держит в левой руке меч. Скульптура стоит на вершине квадратного многоуровневого мраморного постамента, обращённого лицом на юг и украшенного со всех сторон бронзовыми статуями. Размеры скульптуры составляют 10 на 4 фута, а диаметр — 4 фута. Размеры постамента составляют 15 на 20 футов при диаметре в 20 футов. На северной стороне на вершине земного шара сидит орёл с распростёртыми крыльями, защищающий флаг, щит и меч, указывающий на Америку. На южной стороне орёл отчаянно борется со змеёй на вершине земного шара, показывающего Польшу. На восточной стороне расположены две фигуры, изображающие солдат Костюшко, одетых в американскую военную форму. Один из них держит в левой руке флаг, а рядом с его правой ногой лежит барабан. Правой рукой он развязывает веревку вокруг талии связанного американского солдата, символизирующего армию США. На западной стороне расположены две фигуры, изображающие солдат Костюшко, одетых в польскую военною форму. Один из них, лежа на земле, указывает вдаль своей правой рукой, желая вернуться на поле боя при поддержке польского солдата, одетого в крестьянскую одежду и символизирующего армию Польши. Единственным отличием от памятника в Вашингтоне является наличие на лицевой стороне постамента лишь одной надписи «TADEUSZ KOSCIUSZKO» и логотипа банка «Bank Handlowy», к 140-летию которого и было приурочено открытие монумента.

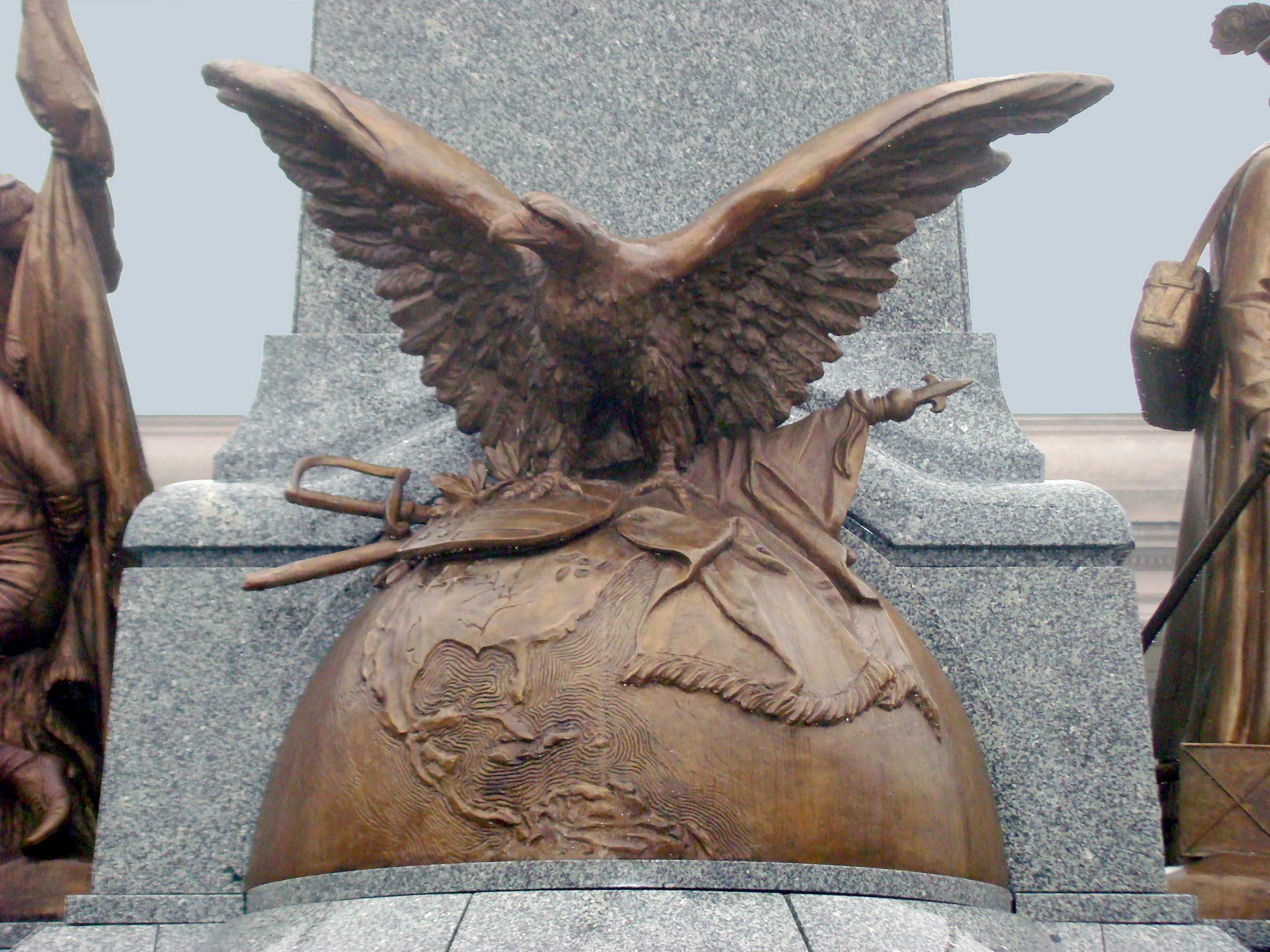
Вид спереди
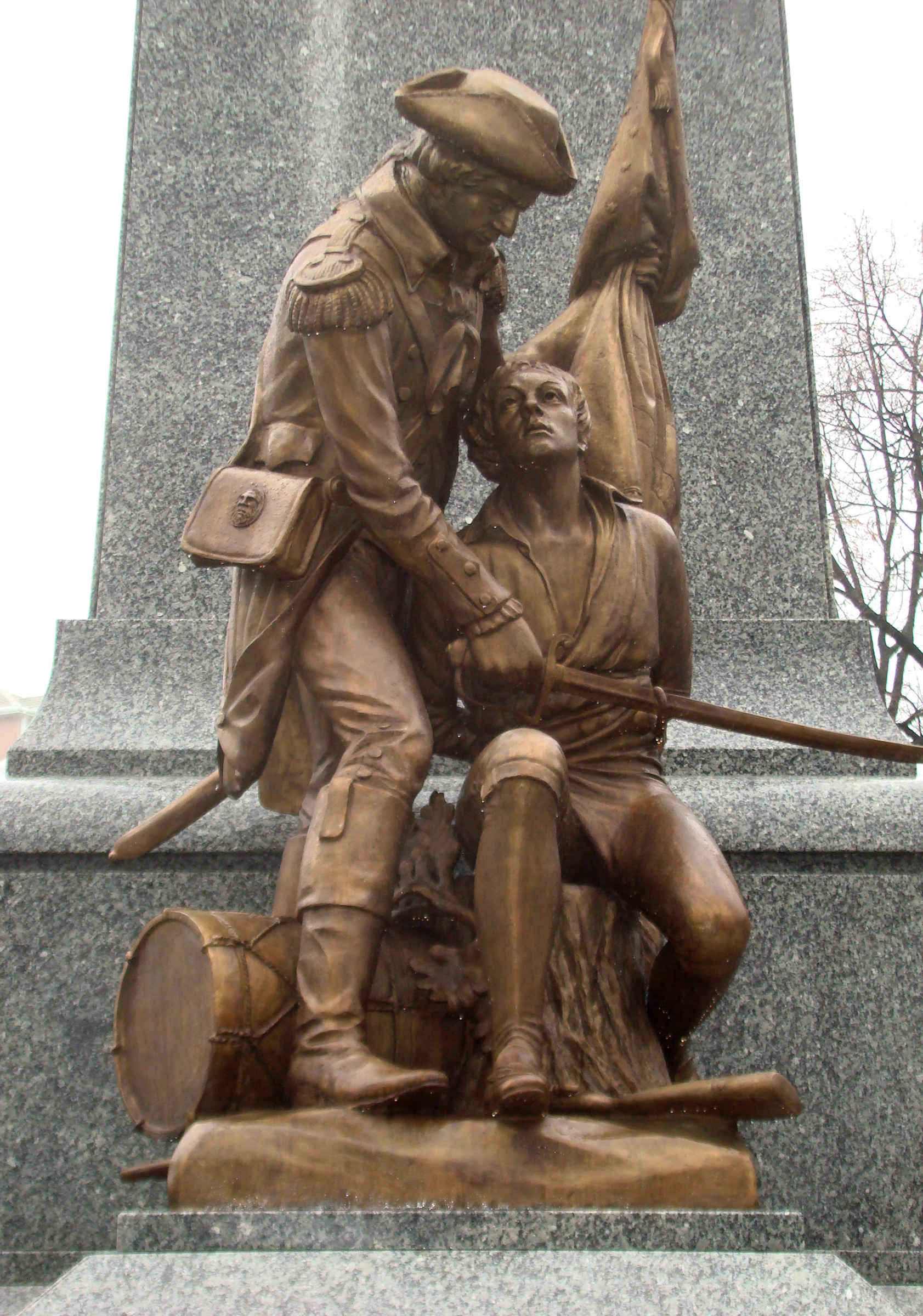
Вид слева
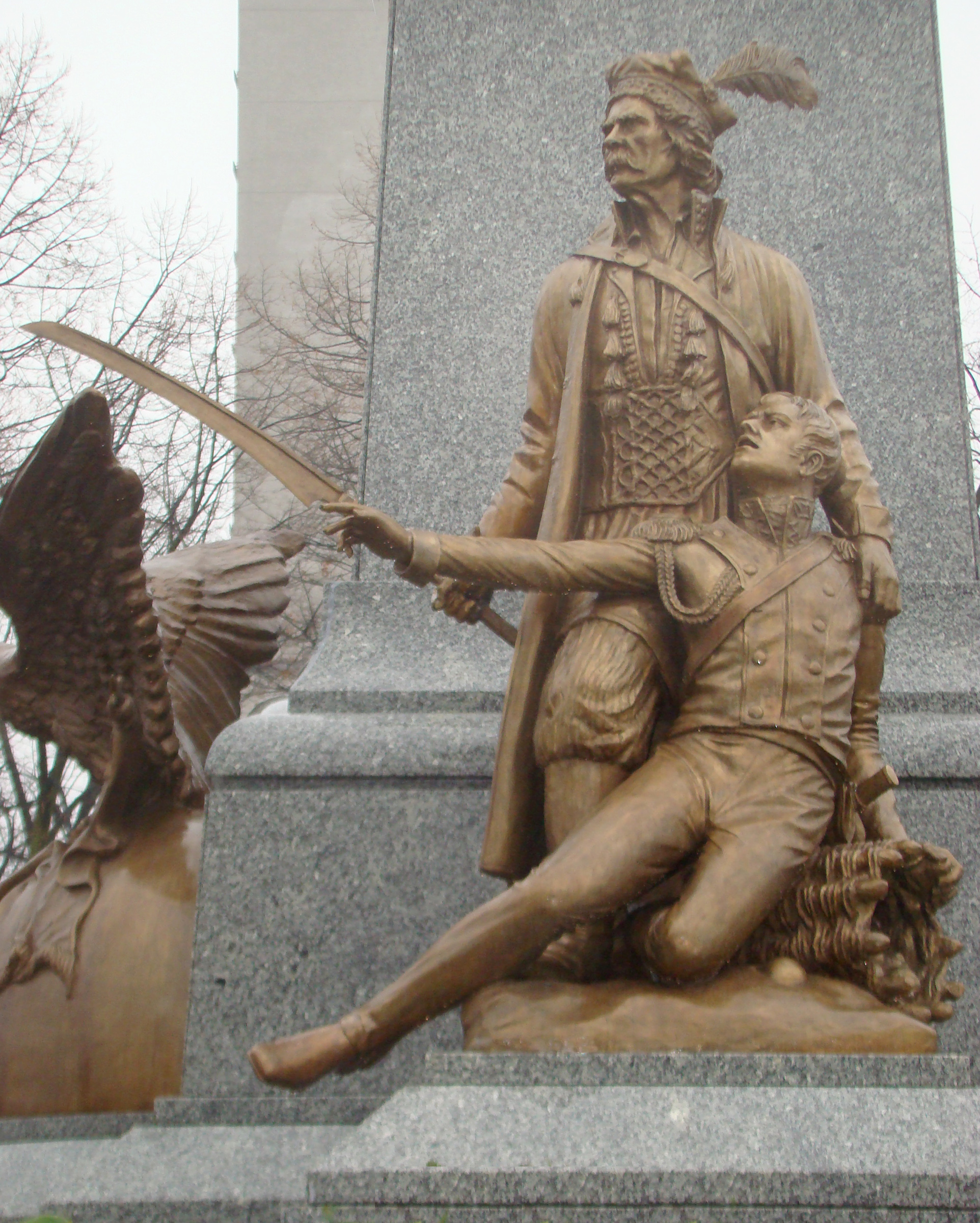
Вид справа
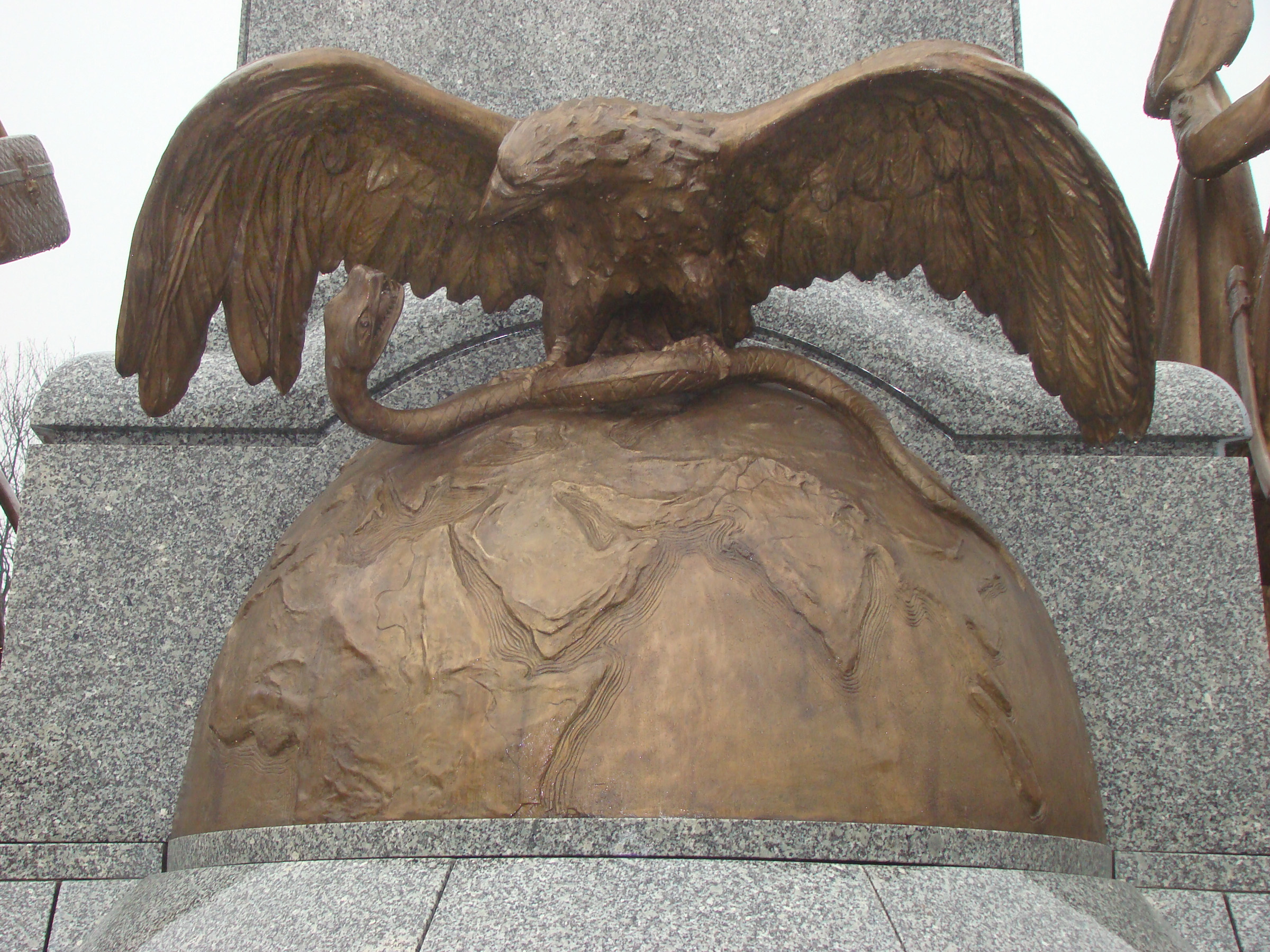
Вид сзади

## Расположение
Памятник стоит в центре площади Железных ворот перед дворцом Любомирских на главной линии исторического центра Варшавы — саксонской оси. Позади Костюшко возвышается строгое и изящное здание Центра международного развития.